# Кривомазов, Роман Юрьевич
Роман Юрьевич Кривомазов (18 марта 1978) — казахстанский хоккеист, вратарь. Тренер.
Окончил Российскую государственную академию физической культуры, спорта и туризма г. Москвы.

## Биография
В качестве игрока выступал за молодёжную сборную Республики Казахстан на чемпионатах мира. Выступал за взрослую сборную на 5 чемпионатах мира (1997—1998 г. — в Швейцарии, 1998—1999 г. — в Дании, 1999—2000 г. — в Словении, 2000—2001 г.- в Польше, 2001—2002 г. — в Голландии).
Выступал за клубы чемпионатов Казахстана, России,Словакии («Торпедо» Усть-Каменогорск, «Металлург» Новокузнецк, ЦСКА, «Мечел» Челябинск, MHK32 (Liptovsky Mikulas Slovakia), «Иртыш» Павлодар).
Выступал за сборную Казахстана на многих международных турнирах и чемпионатах мира. На чемпионате мира в Финляндии 1998 года в составе молодёжной сборной Казахстана в игре со сборной Канады, которая на тот момент была пятикратным действующим чемпионом мира, помог команде одержать историческую победу со счетом 6:3. За первые два периода той встречи не пропустил ни одной шайбы, отразив 40 бросков.
В 1998 году был в заявке сборной на олимпийском хоккейном турнире.
Трёхкратный чемпион Казахстана, две бронзовых и серебряная медаль чемпионата.
Обладатель Кубка Казахстана в 2014 г.
Участник Континентального кубка сезонов 2013—2014 г., 2014—2015 г. тренер вратарей сборной России на Универсиаде в Красноярске-2019

### Карьера тренера
- 2009—2018 — старший тренер «Иртыша» Павлодар
- 2018—2020 — тренер вратарей «Сокола» Красноярск

## Достижения
- — 3 место на чемпионате мира (дивизион В) — 1999.
- — 2 место на чемпионате мира (дивизион В) — 2000.
- — 3 место на чемпионате мира (1 дивизион) — 2001, 2002.
- — 1 место на Зимних Азиатских играх 1999 года в Республике Корея. 1-место Золотые медали Универсиады Красноярск 2019